# 龙潭坪镇
龙潭坪镇，是中华人民共和国湖南省张家界市桑植县下辖的一个乡镇级行政单位。

## 行政区划
龙潭坪镇下辖以下地区：
龙潭坪社区、刘家界村、竹亚村、银风村、桥头村、白竹坪村、赶坪村、李家湾村、三合街村、毛亚村和云头山村。